# Deontay Wilder
Pour les articles homonymes, voir Wilder.
Deontay Wilder est un boxeur américain né le 22 octobre 1985 à Tuscaloosa dans l'Alabama.
Il a gagné la médaille de bronze a Pékin en 2008 pendant qu'il était en amateur. chez les pro il a été champion WBC (de 2015-2020).

## Biographie
Deontay Wilder est un boxeur au style très particulier aussi bien en dehors que sur le ring. Il est surnommé The Bronze Bomber (« le bombardier de bronze ») en référence aussi bien à sa couleur de peau qu'à sa médaille olympique, mais aussi au légendaire champion afro-américain Joe Louis dont le surnom était The Brown Bomber (« le bombardier marron »). Wilder entretient l'image d'un boxeur déterminé, fier, brutal, intimidant et provocateur. Il pratique largement le trash-talking. En plus de cette personnalité qui ne manque pas d'assurer le spectacle, le boxeur a construit toute une mise en scène clinquante autour de ce personnage du bronze bomber, arrivant aux pesées et aux combats vêtu de peignoirs dorés, le visage caché sous des masques vénitiens et hurlant à pleins poumons Bomb Zquad ! comme cri de ralliement. Il est également reconnaissable grâce à son corps richement tatoué. Malgré tout, Wilder ne se montre ni arrogant ni irrespectueux. Sur le ring, Wilder est téméraire. Il a la réputation d'être un puncher « sale » (c'est-à-dire peu précis ou peu appliqué techniquement) mais aux coups extrêmement brutaux, presque tous ses combats se soldant par une victoire par KO et ce dans les premiers rounds.
Deontay Wilder soutient de nombreuses œuvres caritatives, notamment en faveur des enfants. Cet engagement lui confère une certaine popularité auprès du public américain.
En décembre 2019, lors d'une visite à Rome, il est reçu par le pape François. Celui-ci lui remet au champion le titre honorifique de "représentant et ambassadeur des boxeurs pour la paix à travers le sport" lors d'une cérémonie privée,.

## Carrière

### Carrière amateur
Wilder commence la boxe en 2005. S'il commence la boxe tardivement à 19 ans, c'est pour subvenir aux besoins de sa fille Naieya qui vient de naître, atteinte de spina bifida, une malformation congénitale de la colonne vertébrale et de la moelle épinière. Il imagine pouvoir gagner suffisamment d'argent par ce biais. Il surprend les expérimentés James Zimmerman, Quentis Graves (trois fois) et Isiah Thomas en 2007 et gagne la même année les Golden Gloves et le titre de champion des États-Unis poids lourds.
Dans la préparation olympique, il bat Rakhim Chakhkiev en Russie en février 2008 puis par KO Yushan Nijiati avant de s'incliner face à Evgeniy Romanov. À Pékin, il remporte ses deux premiers combats mais perd sa demi-finale contre le champion du monde italien Clemente Russo par 7 points à 1.

### Débuts professionnels
Wilder fait ses débuts en professionnels le 15 novembre 2008. Il enchaîne bientôt les victoires expéditives, enchainant notamment 8 victoires en 1 round en 2009 et 2010. Il affronte fin 2012 ses premiers adversaires sérieux, le 15 décembre, après 25 victoires toute obtenues avant la limite, il bat Kelvin Price, invaincu en 14 combats, pour la ceinture continentale d’Amérique WBC.
En 2013, il bat notamment l'ancien champion d'Europe, le Britannique Audley Harrison mais aussi l'ancien champion du monde Sergueï Lyakhovich, tous deux par KO au 1er round. Il remporte 3 autres victoires, notamment contre Malik Scott, ce qui lui ouvre les portes d'un championnat du monde.

### Champion du monde WBC
Wilder demeure invaincu après 32 victoires consécutives, aucun de ses adversaires n'ayant passé le 4e round. Le 17 janvier 2015, il se mesure à Bermane Stiverne pour le titre de champion du monde poids lourds WBC. Il utilise son allonge et son jab pour marquer des points et contrer les crochets du champion du monde, le touchant durement à plusieurs reprises. Il est plusieurs fois atteint par les coups de Stiverne mais résiste, alors qu'il connait un combat bien plus long qu'à son habitude : en effet, le combat va au bout des 12 rounds, il l'emporte par décision unanime des juges. Il devient le premier champion du monde américain depuis Shannon Briggs en 2007.
Le 13 juin de la même année, il mène sa première défense de titre contre le mexicain Eric Molina. Donné largement favori, le champion du monde domine le combat malgré le courage de Molina, que Wilder envoie à terre aux 4e et 5e rounds grâce à son crochet droit. Il l'emporte finalement par KO d'un direct du droit, au 9e round. Le 26 septembre, il rencontre l'ancien champion de France et d'Union européenne, le Français Johann Duhaupas. Le Français avance et fait du bon travail dans le combat de près, mais le champion touche plus souvent avec plus de précision à distance, bien que ses coups ne soient pas suffisants pour envoyer le français au tapis. Une rafale de coups de Wilder au 11e pousse toutefois l'arbitre à arrêter le combat, le champion conserve son titre.
Pour son premier combat de 2016, il est opposé à Artur Szpilka. Ce dernier débute bien le combat et gagne les 3 premiers rounds mais le champion remporte les suivantes et prend la tête sur les cartes des juges. Au 9e round, le challenger en retard aux points prend plus de risques pour revenir mais est touché par une droite du champion qui le laisse KO pour le compte.
Le 16 juillet, il affronte Chris Arreola qu'il bat par abandon à l'issue de la 8e reprise puis le 25 février 2017, il bat par arrêt de l'arbitre au 5e round Gerald Washington. Wilder poursuit sa série de victoires le 4 novembre 2017 en arrêtant très violemment et dès le premier round Bermane Stiverne à l'occasion de leur second combat. Stiverne n'avait cependant pas combattu depuis deux ans.
Après une première date de combat repoussée face au Cubain invaincu Luis Ortiz pour cause de dopage de ce dernier, le 3 mars 2018 a enfin lieu la rencontre. Le Cubain se montre aussi gros puncher, mais plus offensif, plus précis et plus technique. Du fait de sa plus petite taille (1,93 m contre 2,01 m) il reste très près de son adversaire, le forçant en permanence à se battre au corps à corps et cassant ainsi la distance qui l'exposerait aux violents mouvements de bras propres à Wilder. L'Américain se retrouve au bord du KO à la 7e reprise, tout juste sauvé par le gong. Au début de la 8e reprise Wilder est visiblement toujours sonné et l'arbitre fait vérifier ses pupilles 5 secondes par un médecin afin de vérifier que celui-ci peut reprendre le combat. Cette décision fera polémique car il est pris pour une faveur de l'arbitre qui soi-disant cherchait à avantager Wilder en lui offrant du temps de récupération. Wilder finit par remporter la victoire après que l'arbitre a arrêté le match au 10e round, après deux visites du cubain au tapis.
Un combat d'unification des titres de champion de monde poids-lourds est fortement souhaité par le public face à l'Anglais jusqu'alors invaincu Anthony Joshua. Alors que les négociations s'éternisent, en juin 2018 la WBA contraint Anthony Joshua à défendre son titre contre le challenger Aleksandr Povetkin. Les négociations sont alors suspendues, et l'équipe de Wilder accuse l'équipe de Joshua de vouloir éviter le combat. À la place de Joshua, c'est le Britannique Tyson Fury lui aussi invaincu qui défie l'Américain, alors qu'il vient tout juste de faire son retour sur le ring après plus de 2 ans d'absence. L'organisation du combat est rapidement convenue, les deux boxeurs s'affronteront le 1er décembre 2018 au Staples Center de Los Angeles. La promotion du combat est ponctuée de nombreux duels de trash-talking, spécialité des deux boxeurs ; néanmoins aucun dérapage n'est à noter, et les duels restent dans une ambiance bon enfant, laissant deviner un certain respect derrière les provocations.
Lors du combat, Wilder est d'abord dominé par un Tyson Fury bel et bien de retour à un niveau de match de championnat du monde après des mois d'entraînements intensifs. l'Américain est hésitant et en retrait face au Britannique offensif, assuré et provocateur, avec une défense et des esquives qui ne cèdent pas aux coups brutaux caractéristiques de la boxe de Wilder. Mais finalement, cette défense cède une première fois au 9e round où Fury est envoyé au tapis mais se relève rapidement. Si Wilder regagne en confiance et en brutalité, Tyson Fury mène la rencontre aux points jusqu'au 12e et dernier round où au début de celui-ci, l'Américain parvient une seconde fois à mettre le Britannique à terre. Bien que Fury ait l'air définitivement KO, celui-ci se relève juste avant la fin du décompte de l'arbitre. C'est grâce à ce second envoi au tapis que Wilder compromet in extremis la victoire de Fury. Les juges décident d'un match nul, ce qui permet à Wilder de conserver son titre de champion du monde WBC des poids lourds.
Dans les jours qui suivent le combat, les deux boxeurs annoncent vouloir une revanche, ce qui confirme que Wilder ne sera pas l'adversaire d'Anthony Joshua pour son combat du mois d'avril à Wembley. La WBC donne son feu vert moins d'une semaine après la première rencontre,.
Le 18 mai 2019, Deontay Wilder affronte Dominic Breazeale (21-2-0) dans une ambiance tendue, le champion en titre ayant durement provoqué son compatriote américain. Wilder sort vainqueur de l'affrontement par KO au premier round. Il remporte également le combat revanche contre Luis Ortiz qu'il bat par KO au 7e round le 23 novembre 2019.
La revanche contre Tyson Fury a lieu le 22 février 2020 au MGM de Las Vegas. Deontay Wilder se fait largement dominer. Il visite deux fois le tapis, à la 5e et 7e reprises. Il est rapidement essoufflé et sonné, tandis que son oreille gauche saigne depuis son premier voyage au tapis, ce qui laisse penser à une rupture du tympan. Le combat est finalement arrêté au 7e round, lorsque son coin américain de jeter l'éponge et déclare forfait. Deontay Wilder perd alors son titre de champion du monde WBC des poids lourds, 5 ans après l'avoir conquis et après 10 défenses. Aussitôt Wilder demande une troisième rencontre, expliquant sa défaite tantôt à cause du poids de l'impressionnant costume avec lequel il était monté sur le ring, tantôt en accusant Fury d'avoir plombé ses gants. Le match Fury-Wilder II avait une clause de revanche pour 2020 que Wilder a immédiatement activé le lendemain de sa défaite. Cependant, avec la pandémie la revanche n'a pas eu lieu. À la suite de sa première défaite, The Bronze Bomber a aligné une série d'excuses, accusant entre autres Fury d'avoir truqué les gants et autres. Celui ci répliqua et ne voulant plus accorder de revanche à Wilder, prétextant que l'année 2020 s'était écoulée. Fury se tourna donc vers une unification des ceintures contre Joshua qui venait de retrouver ses ceintures WBA, IBO et IBF en battant dans le match revanche Andy Ruiz. La date officielle du combat étant proche, il se vit annuler après que Wilder ait gagné l'avis d'un juge américain quant à sa clause revanche. Le combat Wilder-Fury III est programmé le 9 octobre 2021 et voit à nouveau la victoire de Fury par KO au 11e round.

## Harcèlement
Depuis 2011, il est victime de harcèlement de la part de Charlie Zelenoff, un troll du web, qui se vante d'être un grand boxeur malgré un palmarès professionnel composé d'une unique défaite par disqualification après avoir fui le ring.
Zelenoff s'était notamment fait connaître pour avoir provoqué Floyd Mayweather Sr. alors âgé de 59 ans. Zelenoff s'était fait publiquement corriger dans un sparring improvisé. Mais celui-ci décida de frapper son adversaire dans le dos alors que le face à face était terminé, et fut contraint de fuir le club où se déroulait la rencontre pour éviter la colère des personnes présentes.
Sur internet, il est connu pour diffuser de nombreuses vidéos de lui proposant des sparrings soi-disant légers à des anonymes, membres de club de gym, qu'il attaque violemment en traître avant de s'auto-déclarer vainqueur. Il cherche également à affronter de nombreux professionnels de la boxe et du MMA, qu'il harcèle jusqu'à ce qu'ils finissent par accepter. Bien entendu, Zelenoff se fait battre à chaque fois même si celui-ci persiste à s'autoproclamer le meilleur,.
En 2014, après 3 ans d'insultes et de menaces envers Wilder, mais aussi envers sa fille, Wilder décide à son tour d'accorder un sparring à son harceleur au Hollywood Boxing Gym. Avant le face-à-face, Deontay Wilder fait signer à Zelenoff une décharge stipulant que celui-ci n'attaquerait pas le champion en justice s'il venait à être blessé ; d'autant plus que Zelenoff est poids welter et ne fait donc littéralement pas le poids face à un lourd comme Wilder.
Aussitôt le sparring commencé, l'harceleur se retrouve au tapis. Effrayé, il tente d'échapper au champion en courant mais celui-ci le rattrape et le renvoie au tapis. Il s'enfuit finalement du club en prenant ses jambes à son cou. Malgré cette nouvelle correction, Zelenoff continue à affirmer sa supériorité sur les réseaux sociaux, et se dit prêt à affronter Wilder de nouveau,.

## Titres professionnels boxe anglaise

### Titres mondiaux majeurs
- Champion du monde poids lourds WBC (2015-2020)

### Titres régionaux/internationaux
- Champion poids lourds WBC Continental Americas (2012-2013)

## Liste des combats professionnels
| 48 combats      | 43 victoires | 4 défaites |
| Avant la limite | 42           | 3          |
| Sur décision    | 1            | 1          |
| Match nul       | 1            | 1          |

## Distinctions
- Sa victoire au 7e round contre Luis Ortiz est élue KO de l'année en 2019 par Ring Magazine.
- Le combat Tyson Fury vs. Deontay Wilder III est élu combat de l'année en 2021 par Ring Magazine.